# Instituto Tecnológico Superior de Teziutlán
El Instituto Tecnológico Superior de Teziutlán es una institución de educación universitaria superior tecnológica ubicada en la ciudad de Teziutlán, municipio correspondiente al estado de Puebla. Como todas las instituciones de educación tecnológica en México, el Instituto Tecnológico Superior de Teziutlán se encuentra regulado por el organismo nacional conocido como Tecnológico Nacional de México.

## Oferta Académica

### Ingenierías
- Ingeniería Industrial
- Ingeniería Informática
- Ingeniería en Gestión Empresarial
- Ingeniería en Sistemas Computacionales
- Ingeniería en Mecatrónica
- Ingeniería en Industrias Alimentarias
- Ingeniería en Animación Digital y Efectos Visuales
- Licenciatura en Turismo

### Posgrados
- Especialización en Tecnologías de la Información
- Maestría en Sistemas Computacionales
- Maestría en Ingeniería Industrial

### Misión
El instituto Tecnológico Superior de Teziutlán tienen como Misión, formar Profesionales que se constituyan en agentes de cambio y promuevan el desarrollo integral de la sociedad, mediante la implementación de procesos académicos de calidad.

### Visión
Llegar a ser la Institución de Educación Superior Tecnológica más reconocida en el Estado de Puebla, que ofrezca un proceso de Enseñanza – Aprendizaje certificado, comprometido con la excelencia académica y la formación integral del Alumno, contribuyendo al desarrollo sustentable, económico, político y social de nuestro Estado.